# تاماشنی
تاماشنی (به لاتین: Tămășeni) یک سکونتگاه مسکونی در رومانی است که در شهرستان نامس واقع شده‌است.

## خصوصیات
تاماشنی ۸٬۲۶۳ نفر جمعیت دارد.